# منتخب اليابان للكرة اللينة للرجال
منتخب اليابان للكرة اللينة للرجال (باليابانية: ソフトボール男子日本代表) هو ممثل اليابان الرسمي في المنافسات الدولية في كرة لينة
.